# Jerzy Dąbrowski (autor tekstów)
Jerzy Władysław Dąbrowski (ur. 30 marca 1933 w Warszawie, zm. 8 listopada 1992 tamże) – polski dziennikarz radiowy, poeta, tekściarz, satyryk, bajkopisarz.

## Życiorys

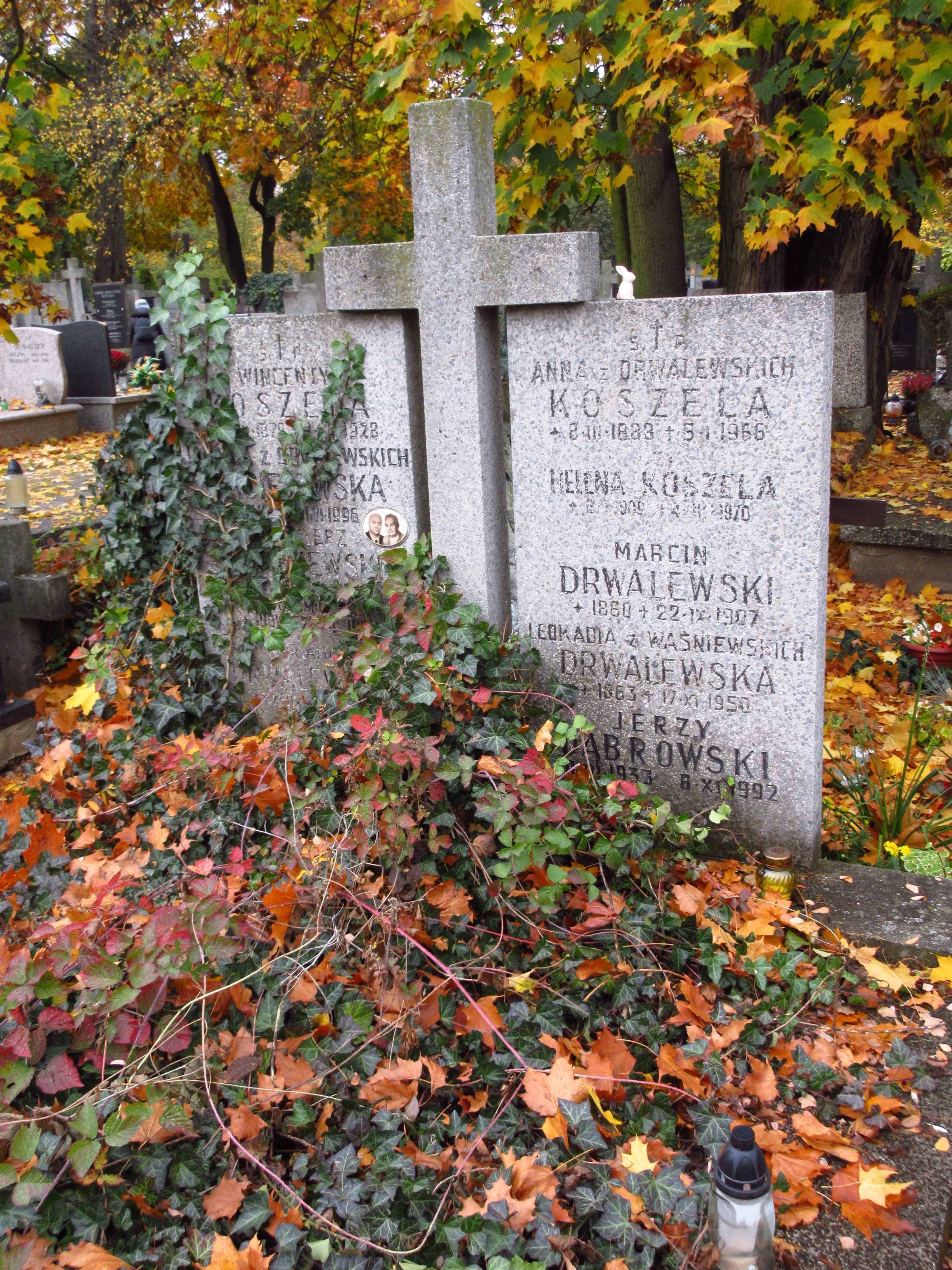
Grób Jerzego Dąbrowskiego na Cmentarzu Bródnowskim.

Urodził się w rodzinie robotniczej na warszawskiej Pradze. Po ukończeniu bródnowskiego Liceum Ogólnokształcącego im. Lisa-Kuli (1951), po roku pracy na poczcie, rozpoczął studia dziennikarskie (1952–1956) na Wydziale Filozoficzno-Socjologicznym Uniwersytetu Warszawskiego. Był na jednym roku razem z Agnieszką Osiecką i Zbigniewem Smarzewskim. W ramach obowiązkowych praktyk studenckich został skierowany do Polskiego Radia i trafił do najpopularniejszego radiowego magazynu „Muzyka i Aktualności”. W redakcji „Muzyki i Aktualności” przepracował łącznie 27 lat, a po 13 grudnia 1981 roku przeszedł na wcześniejszą emeryturę. Był miłośnikiem muzyki operowej. Zgromadził bogatą kolekcję nagrań wielkich śpiewaków. Zmarł w Warszawie, 8 listopada 1992 roku. Pochowany na cmentarzu Bródnowskim (kwatera 24E-6-29).

## Twórczość
Jerzy Dąbrowski uprawiał małe formy literackie. Na antenie Polskiego Radia opublikował ponad 6000 wierszy, skeczy, piosenek, komentarzy, teatrzyków satyrycznych („Wujcio Partaczunio”, „Dwaj elokwentni bracia”, sylwestrowe szopki polityczne) oraz słynnych cotygodniowych felietonów „To był tydzień” i „Z prywatnej teczki” w niedościgłej interpretacji Jerzego Rosołowskiego. Wiersze Jerzego Dąbrowskiego na radiowej antenie czytali Daniel Olbrychski, Mieczysław Pawlikowski, Henryk Borowski, Wiktor Zborowski, Ewa Dałkowska, Andrzej Stockinger i Piotr Lorenc.
Napisał teksty do ponad 200 piosenek nagranych i wykonywanych przez czołowych artystów polskiej estrady (Anna Jantar, Krzysztof Krawczyk, Elżbieta Jodłowska, Krystyna Giżowska, Stanisław Wenglorz, grupa Vox, Izabela Trojanowska, Hanna Banaszak, Felicjan Andrzejczak). Piosenki te zajmowały pierwsze miejsca na radiowej liście przebojów I programu PR. m.in.: „Życia mała garść” (Krzysztof Krawczyk); „Ktoś między nami” (Anna Jantar i Zbigniew Hołdys), „Pozwolił nam los” (Anna Jantar i Bogusław Mec); „Idę już” (Krzysztof Krawczyk), „Dom ze snów (Stanisław Wenglorz), „Ekscentryczny dance” (Felicjan Andrzejczak).
Na przełomie lat 1979–1980 prowadził w kawiarni „Pod kurantem” w Warszawie autorski kabaret satyryczny „SUL” (Sitwa Uczciwych Ludzi), zamknięty po kilkunastu przedstawieniach przez ówczesną cenzurę.
W 1988 ukazały się Bajki Natalki – album muzyczny z dwiema bajkami Jerzego Dąbrowskiego (Żabbing i Pan Koń), do których muzykę napisał i zaaranżował Jarosław Kukulski. W nagraniu obok Natalii Kukulskiej wzięli udział popularni polscy aktorzy. Płyta jako pierwsza w historii polskiej fonografii zdobyła status platynowej.
Inne dwie jego piosenki dla dzieci, „Co powie tata” i „Puszek Okruszek” (muz. Jarosław Kukulski, wyk. Natalia Kukulska), zyskały tak wielką popularność, że weszły na stałe do dziecięcego repertuaru.
Utwory Jerzego Dąbrowskiego są zamieszczane w antologiach, zbiorach poezji dla dzieci, a także w szkolnych podręcznikach.
Państwowy Teatr Lalek „Fraszka” wystawił w roku 1981 bajkę Jerzego Dąbrowskiego „Leśny rajd”, zaś w 1987 roku bajkę „Miś świata”. Oba przedstawienia reżyserował Henryk Pijanowski.
Za twórczość literacką Jerzy Dąbrowski otrzymał wiele nagród i wyróżnień, m.in. nagrodę literacką im. Juliana Bruna (1961), dwie indywidualne nagrody Przewodniczącego Komitetu ds. Radia i Telewizji (1963 i 1966), nagrodę Stowarzyszenia Autorów ZAiKS za twórczość literacką na antenie Polskiego Radia. Odznaczony Złotym Krzyżem Zasługi i odznaką Zasłużonego Działacza Kultury.

## Ważniejsze piosenki
- Puszek Okruszek (wyk. Natalia Kukulska)
- Co powie tata (wyk. Natalia Kukulska)
- Bal moich lalek (wyk. Natalia Kukulska)
- Prośba dzieci (wyk. Natalia Kukulska)
- Beksa (wyk. Natalia Kukulska)
- Ważne pytanie (wyk. Natalia Kukulska, Roman Wilhelmi)
- Tobie, mały Panie (wyk. Natalia Kukulska)
- Pozwolił nam los (wyk. Anna Jantar, Bogusław Mec)
- Ktoś między nami (wyk. Anna Jantar, Zbigniew Hołdys)
- Prośba przed snem (wyk. Anna Jantar)
- Słoń to wielka frajda (wyk. Anna Jantar)
- If You Said Yes (wyk. Anna Jantar)
- Życia mała garść (wyk. Krzysztof Krawczyk)
- Dla Krzysia (wyk. Krzysztof Krawczyk)
- Dla Karoliny (wyk. Krzysztof Krawczyk)
- Idę już (wyk. Krzysztof Krawczyk)
- Dom ze snów (wyk. Stanisław Wenglorz)
- Samotny wśród barw (wyk. Hanna Banaszak)
- Ballady ćwierć, ballady pół (wyk. Michał Bajor)
- Barakowozobossanova (wyk. Barbara Krafftówna)
- Delikatniej (wyk. Marianna Wróblewska)
- Ekscentryczny dance (wyk. Felicjan Andrzejczak)
- Nim pójdę (wyk. Lidia Stanisławska)
- Pani z pieskiem (wyk. Krystyna Giżowska)
- Piosenka antynikotynowa (wyk. Andrzej Stockinger)
- Pół na pół (wyk. VOX)
- Przydział twój (wyk. Monika Borys, Jarosław Kukulski)
- Romans zasłyszany w barze mlecznym (wyk. Elżbieta Jodłowska)
- Song do lustra (wyk. Andrzej Rosiewicz)
- Strażakiem warto być (wyk. Alibabki)
- Tango dla pań (wyk. Jerzy Dąbrowski)
- Tango Mundial (wyk. Jerzy Dąbrowski, Jacek Gmoch)
- Tango Petroleum (wyk. Jerzy Dąbrowski, Maria Szabłowska)
- Wasza Zośka markietanka (wyk. Zofia Merle)

## Książki dla dzieci
- Leśny rajd. Ilustracje: Robert Budecki; Sport i Turstyka, Warszawa, 1983;
- Były w lesie raz igrzyska. Ilustracje: Marek Szyszko; Sport i Turystyka, Warszawa 1984;
- Żabbing, czyli jak Kumka z Gumką jogging uprawiały. Ilustracje: Robert Budecki; Sport i Turystyka, Warszawa 1984;
- Cukierenka pod liściem. Ilustracje: Marek Szyszko; Sport i Turystyka, Warszawa 1984;
- Dziwne przygody w magazynie z piłkami. Ilustracje: Marek Suski; Sport i Turystyka, Warszawa 1986;
- To nie wszystko mieć boisko. Ilustracje: Waldemar Świerzy; Sport i Turystyka,Warszawa 1986;
- Leśna przeprowadzka. Ilustracje: Danuta Przymanowska-Boniuk; Instytut Wydawniczy „Nasza Księgarnia”; Warszawa 1983;
- Leśne harce. (Woodland Frolics). Tłumaczenie: Tomasz Wyżyński; ilustracje: Danuta Cesarska; Wydawnictwo POLONIA; Warszawa 1987;
- Miś świata. Ilustracje: Elżbieta Zubowska; Wydawnictwo POLONIA; Warszawa 1989;
- Wielki festiwal. Bajka show z piosenkami. Zapis nutowy. Muzyka Jerzy Matuszkiewicz i Adam Skorupka; ilustracje Danuta Cesarska; PUH Agora; Wasilków 1989;
- Leśna przeprowadzka. Ilustracje: Elżbieta Zubowska; Nowe Wydawnictwo Polskie, Warszawa 1990;
- Cukierenka pod liściem. Ilustracje: Marek Szyszko; Nowe Wydawnictwo Polskie; Warszawa 1991;
- Domowe zoo czyli śmieszne wiersze – The book of Funny Verse Or The Home ZOO. Tłumaczenie: Tomasz Wyżyński; ilustracje: Danuta Cesarska; Wydawnictwo POLONIA; Warszawa 1991;
- Awantura z piłkami i inne przygody. Ilustracje Elżbieta Zubowska; Oficyna Wydawnicza KOM-PAKT; Warszawa 1993;
- Leśny rajd. Ilustracje: Joanna Zimowska-Kwak, Świat Książki, Warszawa 2002;
- Bajki Natalki. Żabbing, czyli jak Kumka z Gumką jogging uprawiały. Ilustracje: Joanna Zimowska-Kwak; Świat Książki, Warszawa 2002;
- Bajki Natalki. Pan Koń, czyli bajki dla źrebiąt. Ilustracje: Joanna Zimowska-Kwak, Świat Książki, Warszawa 2002;
- Przeprowadzka. Ilustracje: Ewa Bogucka-Pudlis. Świat Książki, Warszawa 2002.

## Dyskografia bajek dla dzieci
- Leśny rajd – tekst: Jerzy Dąbrowski; reżyseria Ewa Złotowska; wykonawcy: Krystyna Borowicz, Wiesław Drzewicz, Jerzy Gaweł, Bogusław Koprowski, Wiesław Michnikowski, Wiesława Niemyska, Tadeusz Włudarski, Ewa Złotowska. Tonpress KAW, 1980, S-293,293.
- Były w lesie raz igrzyska – tekst: Jerzy Dąbrowski; reżyseria: Ewa Złotowska; wykonawcy: Jerzy Gaweł, Bogusław Koprowski, Ryszard Łabędź, Elżbieta Nowosad, Tomasz Stockinger, Tadeusz Włudarski. Tonpress KAW, 1980, SX-T 15.
- Leśna przeprowadzka – tekst: Jerzy Dąbrowski; reżyseria: Sławomir Pietrzykowski; wykonawca: Wieńczysław Gliński. Tonpress KAW, 1980, SX-T 15, TK-40.
- Cukierenka pod liściem – tekst: Jerzy Dąbrowski; reżyseria: Sławomir Pietrzykowski; wykonawcy: Bogusz Bilewski, Wiesław Drzewicz, Zygfryd Cezary Julski, Mirosława Krajewska, Jan Lech Ordon, Danuta Rastawicka, Joanna Sobieska, Wiktor Zborowski. Tonpress KAW, 1980,TK-40.
- Miś świata – tekst: Jerzy Dąbrowski; reżyseria: Stanisława Grotowska; muzyka: Marek Stefankiewicz; wykonawcy: Bogusz Bilewski, Stanisława Celińska, Stanisław Górka, Mieczysław Hryniewicz, Ludmiła Łączyńska, Wojciech Machnicki, Tomasz Marzecki, Jerzy Rogowski, Janina Seredyńska, Tadeusz Włudarski, Jolanta Zykun. Tonpress KAW, 1985, SX-T 54.
- Bajki Natalki – bajki „Żabbing, czyli jak Kumka z Gumką jogging uprawiały” oraz „Pan Koń, czyli bajki dla źrebiąt” – tekst obu bajek oraz teksty piosenek: Jerzy Dąbrowski; muzyka: Jarosław Kukulski; reżyseria: Krzysztof Kolberger; wykonawcy: Natalia Kukulska, Janusz Gajos, Jan Kobuszewski, Krzysztof Kolberger, Irena Kwiatkowska, Anna Seniuk. Polskie Nagrania (1988, LP nr kat. SX 2542, MC nr kat. CK-641). Reedycja 2002: Polskie Nagrania i Studio VGD (CD nr kat. PNCD622).
- Leśny rajd – wersja polska i angielska; tekst: Jerzy Dąbrowski; tłumaczenie: Tomasz Wyżyński; reżyseria: Andrzej Pruski; wykonawcy: Jan Kobuszewski i David Manis. Polskie Nagrania, 1989, SX 2628.
- Były w lesie raz igrzyska – wersja polska i angielska; tekst: Jerzy Dąbrowski; tłumaczenie: Tomasz Wyżyński; reżyseria: Andrzej Pruski; wykonawcy: Jan Kobuszewski i David Manis. Polskie Nagrania ,1989, SX 2629.
- Wielki festiwal – tekst bajki i teksty piosenek: Jerzy Dąbrowski; muzyka: Jerzy Duduś Matuszkiewicz i Adam Skorupka; reżyseria: Andrzej Strzelecki; wykonawcy: Mariusz Czajka, Piotr Furman, Janusz Józefowicz, Stefan Każuro, Katarzyna Kozak, Dariusz Odija, Agnieszka Paszkowska, Wojciech Paszkowski, Joanna Pałucka, Andrzej Strzelecki, Anna Ścigalska, Elżbieta Zającówna. Polskie Nagrania, 1990, SX 2863, CK-978.
- Leśna przeprowadzka – tekst i reżyseria: Jerzy Dąbrowski; muzyka: Jarosław Kukulski; wykonawcy: Jan Kobuszewski (narracja) oraz Mariusz Czajka, Stefan Każuro, Katarzyna Kozak, Anna Ścigalska, Elżbieta Zającówna. Nagranie: Dąbrowski-Kukulski, 1990 r.
- Cukierenka pod liściem – tekst i reżyseria: Jerzy Dąbrowski; muzyka: Jarosław Kukulski; wykonawcy: Piotr Furman, Stefan Każuro, Katarzyna Kozak, Dariusz Odija, Joanna Pałucka, Anna Ścigalska oraz Natalia Kukulska. Nagranie: Dąbrowski-Kukulski, 1991.